# Cabrales (kaas)

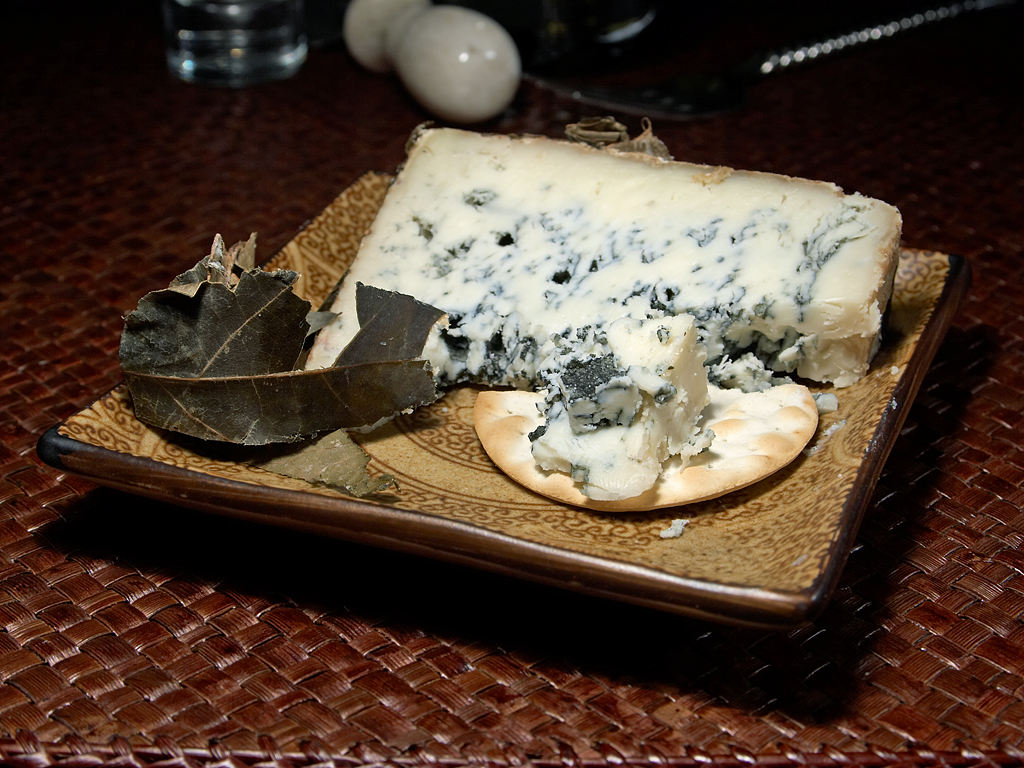
Cabrales

Cabrales is een Spaanse blauwgeaderde koeienkaas (met, indien verkrijgbaar, bijmenging van geiten- en schapenmelk), afkomstig uit de gelijknamige gemeente Cabrales in Noord-Spanje.

## Omgeving
De omgeving waar de queso de Cabrales geproduceerd wordt, bepaalt in belangrijke mate de smaak van de kaas. De gemeente Cabrales ligt in het Picos de Europa-gebergte. De kazen worden tussen de 4 en 6 maanden gerijpt in koele grotten van dit gebergte, en staan onder invloed van zilte Atlantische wind. Naast de omgeving bepalen ook de bladeren van de esdoornen in de bergen de smaak van de kaas. De betere kazen worden namelijk in die bladeren verpakt, al zie je de kaas tegenwoordig steeds vaker in folie. Kenners stellen dat de beste kazen in het late voorjaar verkrijgbaar zijn, omdat die gemaakt zijn van een mengsel van schapen-, geiten- en koeienmelk.

## Karakteristieken
De cabrales-kaas is trommelvormig. De kaas is brokkelig, doch smeerbaar. De kaas heeft een typerende ziltige en houtachtige smaak wat voor een belangrijk deel is te danken aan de esdoornbladeren. Het vetgehalte is circa 45% van de droge stof.

## Gebruik
Cabrales wordt door de Spanjaarden gebruikt in groente- en vleesgerechten. Ook als tapa in combinatie met olijven of dadels komt cabrales goed tot zijn recht. Met name de laatste combinatie, waar de pittige kaas gecombineerd wordt met de zoete dadels, is erg populair.